# Катастрофа R4Q в Мілтоні
Катастрофа R4Q в Мілтоні — авіаційна катастрофа транспортного літка Fairchild R4Q-2 Packet воєнно-морських сил, яка трапилася вночі в п'ятницю 17 липня 1953 року в Мілтоні, Флорида. Померло 44 особи.

## Катастрофа
В той день група з 120 кадетів, які до цього пройшли трьохтижневий курс в Корпусі підготовки воєнно-морських офіцерів запасу, направлялись з Корпус-Крісті (штат Техас) на базу Норфолк (штат Вірджинія) для практики. Для перевезення було залучено 5 транспортних літаків R4Q-2 з 2-го повітряного-морського крила (авіабаза Marine Corps Air Station Cherry Point, Північна Кароліна). Також на маршруті була передбачена зупинка для дозаправки в Мілтоні (штат Флорида), політ до якого пройшов без відхилень.
Вночі 17 липня (в деяких джерелах — в ніч з 16 на 17 липня після півночі) група літаків почала виконувати взліт з авіабази Naval Air Station Whiting Field. Четвертим за рахунком був борт 131663 (заводський номер — 10830), екіпаж якого складався з 6 осіб, а в салоні було розміщено 40 курсантів. Проте під час взльоту, коли літак відірвався від землі, відмовив один двигун. Втрачаючи швидкість і висоту, літак в милі від аеродрому впав на ферму. При цьому він зруйнував ферму, 3 припаркованих автомобілі та сарай. Після того, як стало відомо про авіакатастрофу, 3 літаки, які вилетіли раніше було повернено до Мілтона. 
Рятувальні служби змогли врятувати життя лише 6 осіб, в тому числі двох членів екіпажа. Проте через декілька годин один з пасажирів помер від отриманих травм, а пізніше ще троє. Вижили лише 2-є осіб: курсант і один з членів екіпажа. 
Всього жертвами катастрофи були 44 людини. Це найбільш масова загибель американських морських піхотинців в авакатастрофі (39 осіб).

## Причина
Причиною катастрофи стала відмова двигуна після взльоту. Так як літак в цей момент був високо і був досить важким, то виник дефіцит тягової потужності, тому підтримувати безпечну швидкість зльоту було вже неможливо.